# Volker Buhren
Volker Buhren es un deportista alemán que compitió para la RFA en remo. Ganó una medalla de oro en el Campeonato Mundial de Remo de 1975, en la prueba de ocho con timonel ligero.

## Palmarés internacional
| Campeonato Mundial | Campeonato Mundial       | Campeonato Mundial | Campeonato Mundial      |
| Año                | Lugar                    | Medalla            | Prueba                  |
| ------------------ | ------------------------ | ------------------ | ----------------------- |
| 1975               | Nottingham (Reino Unido) | Medalla de oro     | Ocho con timonel ligero |